# 高橋進 (能楽師)
高橋 進（髙橋進；たかはし すすむ、1902年（明治35年）1月1日 - 1984年（昭和59年）10月19日）は、シテ方宝生流能楽師。
茨城県下妻村で生まれる。1912年高橋頼治の養子となる。1914年近藤乾三に入門。翌年、十六世宝生九郎の内弟子となる。1915年『鞍馬天狗』子方で初舞台。1918年『岩船』で初シテ。1969年『卒都婆小町』を披（ひら）く。1977年芸術選奨文部大臣賞受賞。1972年勲四等瑞宝章受章。1978年重要無形文化財保持者（人間国宝）に認定。
重厚で堅実な宝生流の芸風を体得し、同流の第一人者として活躍。五流随一の地頭であった。
長男がシテ方宝生流能楽師の高橋章（日本芸術院賞・旭日双光章）。

## 謡曲集
- 「邦楽百選 宝生流謡曲名曲選（祝言小謡集）」ビクター、1997年

## DVD
- 能楽名演集 宝生流「羽衣」野口兼資／「綾鼓」高橋進、NHKエンタープライズ
- 能楽名演集「仕舞独吟一調舞囃子集」／仕舞『雨月』高橋進、NHKエンタープライズ